# Постница на Прохор Пчински
Постницата или Килията на Свети Прохор Пчински (на македонска литературна норма: Постница на Свети Прохор Пчински) е средновековна православна църквица в село Старо Нагоричане, Република Македония.
Църквата е част от комплекса на средновековния манастир „Свети Георги“, разположена е северно от църквата. Представлява малка средновековна църквица, доградена с камък в скална ниша. Легендата свързва църквата с живелия по тези места отшелник от XI век Прохор Пчински.